# Dąbrowa (Trzydnik Duży)
Pour les articles homonymes, voir Dąbrowa.
Dąbrowa (prononciation : [dɔmˈbrɔva]) est un village polonais de la gmina de Trzydnik Duży dans le powiat de Kraśnik de la voïvodie de Lublin dans l'est de la Pologne.
Il se situe à environ 1 kilomètre au sud-ouest de Trzydnik Duży (siège de la gmina), 9 kilomètres au sud-ouest de Kraśnik (siège du powiat) et 53 kilomètres au sud-ouest de Lublin (capitale de la voïvodie).
Le village compte approximativement une population de 530 habitants.

## Histoire
De 1975 à 1998, le village est attaché administrativement à la voïvodie de Tarnobrzeg.

Depuis 1999, il fait partie de la voïvodie de Lublin.